# Kyrkholmen, Haparanda kommun
Kyrkholmen är en bebyggelse i östra Karungi på Kyrkholmen omkring Karl Gustavs kyrka i Haparanda kommun. Bebyggelsen klassades fram till 2015 som en del av tätorten Karungi. Vid avgränsningen 2020 blev den klassad som en separat småort.